# Thomas Kahlenberg
Thomas Kahlenberg, född 20 mars 1983, är en före detta dansk fotbollsspelare. Han fick sitt genombrott  i Superligaen-laget Brøndby år 2002. Han var med och vann danska mästerskapet det året och var en stor profil i laget de följande åren. Efter 2004/05-säsongen, då Brøndby åter vann mästerskapet, såldes Kahlenberg till franska AJ Auxerre och spelade där i 4 år innan han såldes vidare till tyska VfL Wolfsburg där han också var i 4 år. 
Efter 8 säsonger utomlands återvände Kahlenberg hem till Danmark och Brøndby sommaren 2013, där han snabbt utsågs till lagkapten. Kahlenbergs andra period i Brøndby blev inte lika framgångsrik som den första bland annat på grund av flera längre skadesperioder. Han avslutade sin aktiva spelarkarriär sommaren 2017 efter att han endast spelat en enda match under hela 2016/17-säsongen.
Kahlenberg var med och spelade EM 2004 för Danmark, då som truppens yngsta spelare, och deltog även vid VM 2010 och vid EM 2012. Han spelade sin 47:e och sista landskamp den 14 november 2014.